# Гулистон
Гулисто́н (тадж. Гулистон; до 2015 г. Кайракку́м, в 1957—1962 гг. Ходже́нт) — город (до 1963 — посёлок) в Согдийской области Таджикистана. В городе находится Кайраккумская ГЭС. Расположен на берегу Таджикского Моря (Кайраккумского водохранилища), в 8 километрах к востоку от железнодорожной станции (на линии Хаваст — Коканд). Расстояние от города до областного центра (г. Худжанд) — 15 км, до г. Душанбе — 356 км. Его прежнее название Кайраккум можно перевести как «пески без грунтовых вод».

## История
Основание Кайраккума, изначально как посёлка, было связано с проектированием и строительством плотины и ГЭС с 1952 по 1956 годы.
Впоследствии Кайраккум вышел за рамки поселка при ГЭС. Здесь появился крупный ковровый комбинат, другое производство (ДОЗ, гравзавод, мелькомбинат и т. д.). На берегу Кайраккумского водохранилища (Таджикского моря) разместилось несколько рекреационных баз (дом отдыха «Кайраккум», турбаза и др.), что сделало город привлекательным местом отдыха не только для жителей области, но и всей республики и даже Союза.
Город с 4 января 1963 года.
13 октября 1985 года Кайраккум стал эпицентром сильного землетрясения (официально — 8 баллов), в результате которого была разрушена часть города, включая местный ковровый комбинат. По официальным данным, погибло 29 человек.
От землетрясения пострадали также ближайшие города — Чкаловск (ныне — Бустон), Ленинабад (ныне — Худжанд), Советабад (ныне — Гафуров).
В настоящее время (во многом благодаря ГЭС и золотодобывающей организации «Апрелевка») остаётся одним из важнейших городов Согдийской области и Таджикистана.
Город должен был переименован в Ориёнкант, однако решением Правительства Республики Таджикистан № 29 от 2 февраля 2016 года и Постановлением Национального Совета Высшего Собрания РТ № 204 от 3 марта 2016 года город Кайраккум переименован в город Гулистан.

## Экономика
- Кайраккумская ГЭС
- Кайраккумский ковровый комбинат
- Производство стройматериалов

## Население
В 1990-е годы Кайраккум, как и большинство других городов республик Средней Азии, пережил массовый отток русскоязычного населения.
| Численность населения | Численность населения | Численность населения | Численность населения | Численность населения | Численность населения | Численность населения | Численность населения |
| 2003                  | 2004                  | 2005                  | 2006                  | 2007                  | 2008                  | 2009                  | 2019                  |
| --------------------- | --------------------- | --------------------- | --------------------- | --------------------- | --------------------- | --------------------- | --------------------- |
| 36 200                | ↗37 100               | ↗37 600               | ↗38 100               | ↗38 800               | ↗39 700               | ↗40 400               | ↗48 200               |
| 2020                  | 2021                  | 2022                  |                       |                       |                       |                       |                       |
| ↗49 200               | ↗49 800               | ↗50200                |                       |                       |                       |                       |                       |

Население Гулистана с подчинёнными населёнными пунктами на 1 января 2022 года составило 50 200 жителей, в том числе следующие поселения:
- Гулистан, город — 16 700 человек;
- Адрасман, пгт — 9 900 человек;
- Зарнисор, пгт — 2300 человек;
- Кансай, пгт — 6 200 человек;
- Наугарзан, пгт — 500 человек;
- Сырдарьинский, пгт — 3800 человек;
- Чорух-Дайрон, пгт — 4000 человек.
- сельские населенные пункты — 6 800 человек.

## Море и здравницы
Рядом с городом расположено «Таджикское море» (Кайраккумское водохранилище), на побережье которого имеется несколько здравниц и санаториев такие как санатории «Бахористон», «Сохил» и др. Они являются дополнительным источником для пополнения бюджета города и пользуются популярностью среди населения республики и туристов, посещающих Таджикистан.

## В массовой культуре
- В Кайраккуме проходили натурные съёмки художественного кинофильма «Лунный папа» (1999, совместное производство России, Германии, Швейцарии, Австрии, Таджикистана, Японии, Узбекистана и Франции).